# 富蘭克林鎮區 (阿勒馬基縣)
富兰克林鎮區（Franklin Township），美国艾奥瓦州阿勒马基县的一个鎮區，总面积92.28平方公里，总人口408（2010年美国人口普查）。该鎮區无建制居民点。